# Helophorus sempervarians
Helophorus sempervarians är en skalbaggsart som beskrevs av Angus 1970. Helophorus sempervarians ingår i släktet Helophorus och familjen halsrandbaggar. Inga underarter finns listade i Catalogue of Life.